# Landsdel Hovedstaden
Landsdel Hovedstaden er i forbindelse med folketingsvalg betegnelsen for den ene af landets tre landsdele. Den omfatter Københavns Storkreds, Københavns Omegns Storkreds, Nordsjællands Storkreds og Bornholms Storkreds med til sammen 1.680.271 indbyggere (2010).
Ved folketingsvalget 2007 var antallet af vælgere 1.187.473. Her valgtes 38 kredsmandater og 11 tillægsmandater. Ved det efterfølgende  valg justeredes antallet af kredsmandater til 39.